# Yoyo (Mouanko)
Yoyo ou Malimba Beach est une localité côtière de la commune de Mouanko du département de la Sanaga-Maritime dans la région du Littoral au Cameroun. Elle est située face à la mer à l'embouchure nord de la Sanaga, dans le golfe de Guinée.

## Géographie
Le village de Yoyo situé sur le rivage de l'océan Atlantique, est desservi par la route X4 à 20 km à l'ouest du chef-lieu communal Mouanko.
Le sol de la commune est essentiellement fait de sable,,, et de forêts primaires.

## Tourisme
Le potentiel touristique de la localité fait encore en 2017 l'objet de projets de complexe multifonctionnel,